# Ishwar Chandra Vidyasagar
Ishwar Chandra Vidyasagar (født 26. september 1820, død 29. juli 1891) var en bengalsk forfatter.

Vidyasagar virkede i Kalkutta som lærer og var i en årrække rektor ved Sanskrit College, hvor han søgte at fremme kendskabet til sanskritlitteraturen. Fra denne hentede han til dels emnerne for sine skønlitterære arbejder, og sammen med Ram Mohun Roy hører han til skaberne af den moderne bengalske litteratur. Som ivrig fremskridtsmand deltog han i det sociale reformarbejde og ofrede sig i udstrakt grad i velgørenhedens tjeneste.